# 古社寺保存法
古社寺保存法（こしゃじほぞんほう、明治30年6月10日法律第49号）は、日本の文化財保護に関する、廃止された法律。古器旧物保存方 （こききゅうぶつほぞんかた、明治4年5月23日太政官布告第251号）を引き継いで制定され、1929年（昭和4年）7月1日、旧国宝保存法施行に伴い廃止された。
なお、本法の施行によって、古社寺保存金出願規則（明治28年7月12日内務省令第7号）は失効した。条文は附則を含めて20条である。

## 概要
明治政府は、明治4年（1871年）、「古器旧物保存方」を布告し、廃仏毀釈によって破壊された文化遺産の調査を始めた。後の古社寺保存法では、古社寺の建造物及び宝物類で、「特ニ歴史ノ証徴又ハ美術ノ模範」であるものを「特別保護建造物」または「国宝」に指定し、保護してきた。この法律は、大正8年法律第44号によって一部改正がなされた。
当初、本法の所管官庁は内務省であったが、大正2年（1913年）には文部省となった。
保存経費として年5万円以上20万円以内の補助をする代わりに、海外流出・売却の禁止をし、美術館・博物館での管理・展覧に出す義務が課された。対象は古社寺に限定するもので、国や個人などの所有物は対象外で、それらの保存措置を講じられないという課題があった。
その後、国宝保存法の施行により、この古社寺保存法は廃止され、同法時代の「特別保護建造物」及び「国宝」は、国宝保存法の規定により指定された「国宝」とみなされた。

## 勅令
- 古社寺保存法施行ニ関スル件（明治30年勅令第446号）[4]